# Bombardier Transportation
Bombardier Transportation var en stor tillverkare av spårfordon och annan utrustning för järnväg som den 29 januari 2021 slogs samman med Alstom.
Transportation var ett av två verksamhetsområden inom Bombardier.

## Historik
Bombardier började tillverka tåg 1970 efter köp av den österrikiska motor- och spårvagnstillverkare Lohner-Rotax. År 1974 bildades Bombardier Transportation efter en stororder från Montreals stad på 423 tunnelbanevagnar. Senare köptes Budd Company och Pullman Company och delar av Hawker Siddeley. Under 1990-talet fick divisionen ökad betydelse efter det att marknaden för spårfordom ökat. Bombardier köpte belgiska La Brugeoise et Nivelles, 1997 tyska Waggon- und Maschinenbau AG, inklusive schweiziska Vevey Technologies, samt 2001 tyska DaimlerChrysler Rail Systems (Adtranz) och etablerade sig därmed på den europeiska marknaden för rälsfordon och som en av världens största tillverkare av spårbundna fordon. Huvudkontoret låg i Berlin och företaget hade fabriker i bland andra Kanada, Tyskland, USA, Australien, Belgien, Sydafrika, Sverige och Schweiz.

### Bombardier i Sverige
Bombardier har tillverkat tåg för Stockholms tunnelbana (C20 och C30), tågtypen Regina (X50-X54) för länstrafikbolag, X31 för Öresundståg i trafiken över Öresundsbron och SJ:s tåg X55. År 2016 vann Bombardier upphandlingen av 40 nya spårvagnar till Göteborg. Vagnarna fick beteckningen M33 och började levereras i december 2019.
Den svenska fordonsdelen av Bombardier Transportation var ursprungligen ASEA och senare  ABB Traction och blev senare DaimlerChrysler Rail Systems GmbH (Adtranz). Adtranz var från början en sammanslagning 1996 mellan ABB Traction AB och Daimler Benz. Efter att ABB sålt sin del av företaget till Daimler Benz 1999, såldes Adtranz 2001 till Bombardier. Bombardier Transportation i Sverige har sitt huvudkontor i Västerås och sysselsätter ungefär 2 200 personer. Alla de fem divisionerna inom Bombardier Transportation finns representerade i Sverige.

## Struktur
Mainline & Metros (MLN) - Den globalt största divisionen. Bombardiers division MLN i Sverige är baserad i Västerås och svarar för utveckling, projektledning och leverans av tåg för både den svenska och internationella marknaden. Tillverkningen av tågen för den nordiska marknaden sker i Tyskland.
Locomotive, Light Rail Vehicles and Equipment (LLE) - I Sverige finns en del av LLE som kallas Propulsion and Controls (PPC). PPC utvecklar, tillverkar och säljer driv- och reglersystemen för regionaltåg, höghastighetståg och tunnelbanetåg. Montaget av strömriktare sker i Västerås och senare i serietillverkningen kan de byggas i Kina eller Indien för att avlasta tillverkningen i Västerås. PPC är den största divisionen i Sverige.
Rail Control Solutions (RCS) - RCS har sitt globala huvudkontor i Stockholm och ansvarar för utveckling och produktion av signalsystem inom Bombardier. De har även kontor i Hässleholm och Göteborg.
Services - Services utför service, löpande underhåll, reparationer och renoveringar av tågen. Servicedepåer finns i Västerås, Stockholm, Göteborg, Nässjö, Gävle och Kiruna.
Systems - Den globala divisionen Systems har en portfölj av kollektivtrafiklösningar avsedda för förarlös drift, exempelvis automatic people movers och monorail. Divisionen åtar sig tillsammans med externa och interna partners leverans av nyckelfärdiga spårtrafiksystem där även drift och underhåll ingår. Den svenska enheten har hittills huvudsakligen ansvarat för exportleveranser, bland annat till Turkiet och Portugal.

## Modellprogram

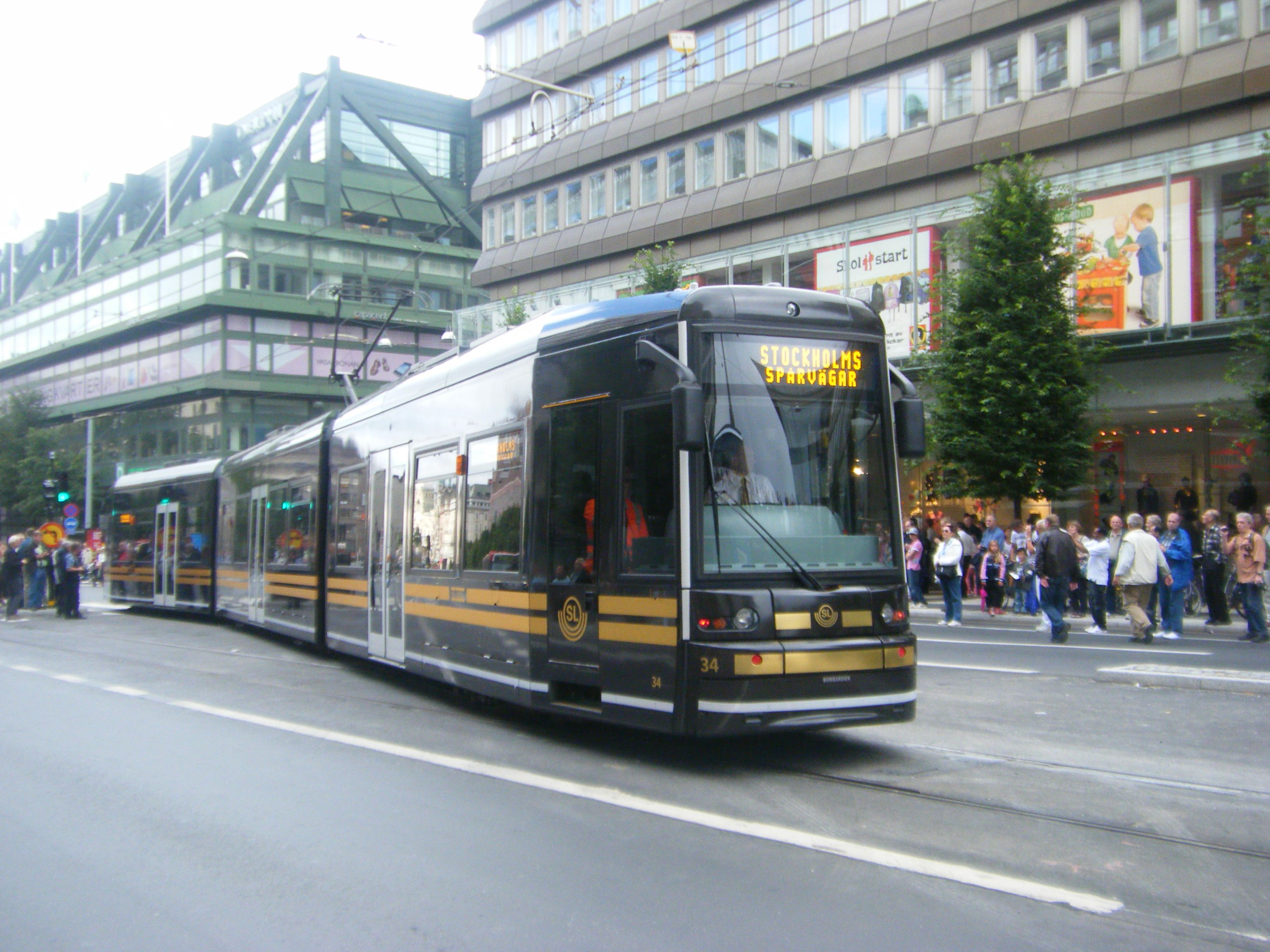
Spårvagn av modell Flexity Classic (A34) på Hamngatan i Stockholm

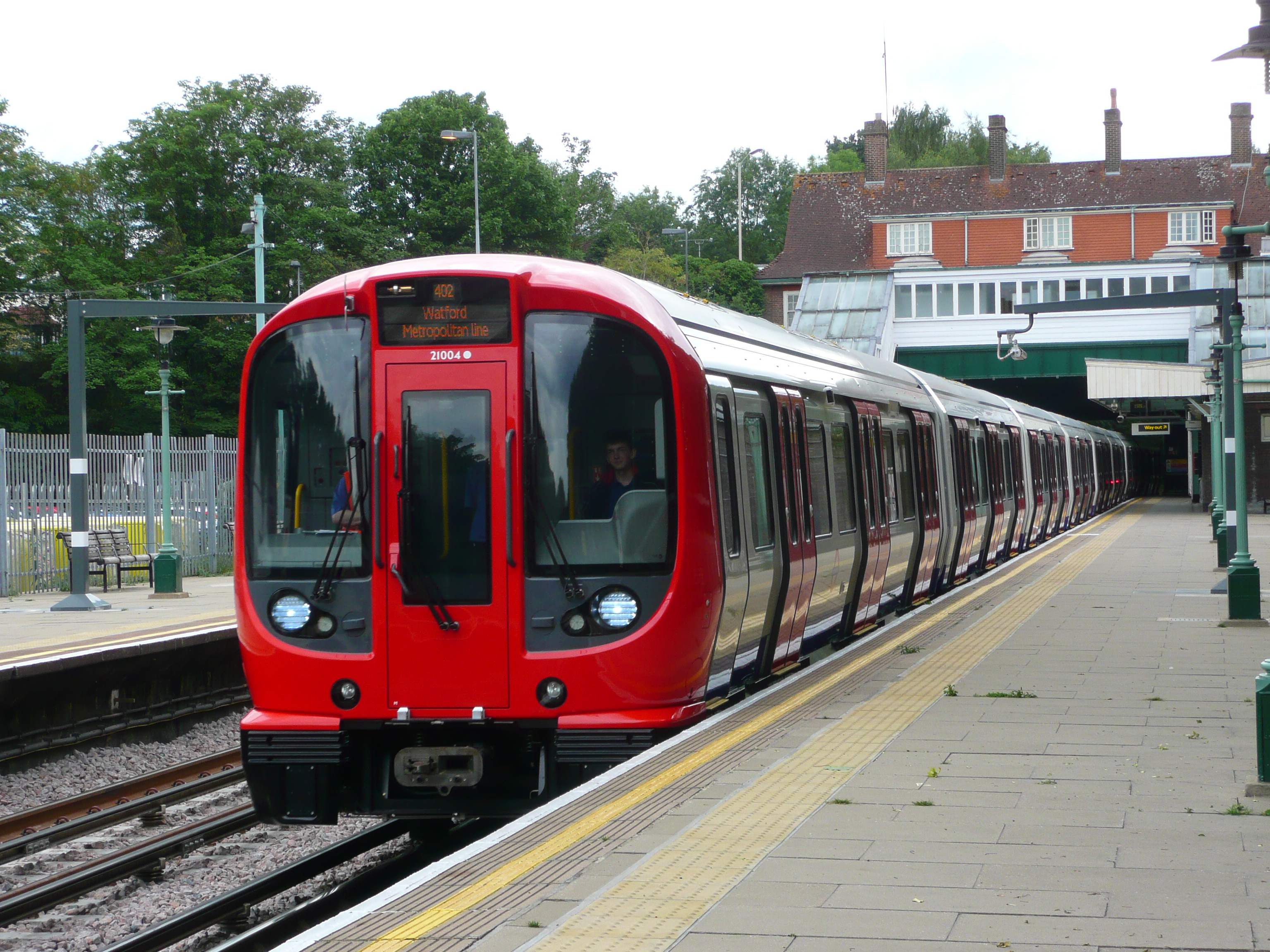
Tunnelbanetåg typ S på Crowlew tunnelbanestation i London

Spårvagnar
Flexity
Flexity Classic
Flexity Outlook
Flexity Berlin
Variobahn
Cobra
Stadsbanevagnar
Flexity
Flexity Swift
Flexity Link
SSB DT 8
Tunnelbanevagnar
BVG Baureihe H
BVG Baureihe Hk
HHA Baureihe DT5
Lokomotiv
TRAXX
ALP-46
ALP-45DP
FS E 464
Höghastighetståg
Acela Express
Renfe HSP 250
Renfe HSP 350 (AVE S-102)